# Троицкое (Мелитопольский район)
Троицкое (укр. Троїцьке) — село,
Новобогдановский сельский совет,
Мелитопольский район,
Запорожская область,
Украина.
Население — 361 человек (2001 год).

## Географическое положение
Село Троицкое находится на правом берегу реки Молочная,
выше по течению на расстоянии в 3 км расположено село Старобогдановка (Михайловский район),
ниже по течению на расстоянии в 3,5 км расположено село Терпенье,
на противоположном берегу — сёла Каменское и Прилуковка. Овраги близ села изучал известный геолог, академик Н. А. Соколов.
Рядом проходит железная дорога, станция Платформа 123 км в 3-х км.

## История
Село было основано духоборами между 1802 и 1808 годами.
К концу XIX века Троицкое стало крупным селом. В 1886 году в нём действовали церковь и школа, по понедельникам работал рынок. Население Троицкого составляло 1836 человек в 1886 году, 2151 в 1889 году и 2685 в 1900. Село входило в Терпеньевскую волость Мелитопольского уезда Таврической губернии.
В Гражданскую войну село несколько раз переходило из рук в руки, пока в 1920 году в нём не была окончательно установлена советская власть.
Страшной катастрофой для села стал голод 1932—1933 годов. О его масштабах можно судить по сохранившимся ведомостям об умерших. В течение 1933 года в ведомости внесено 178 записей о смерти. (Для сравнения, в 1931 году до августа умерло 17 человек, в 1935 умерло 24 человека, в 1936 – 16, в 1937 – 20, в 1938 – 21 человек.) Только в период с 12 по 28 июня 1933 года в детских яслях умерло 13 детей в возрасте от 3 до 9 лет. В 2008 году было решено воздвигнуть в селе памятника детям – жертвам голодомора, однако решение не было реализовано.
В начале октября 1941 года село было занято немецкими войсками. Осенью 1943 года через Троицкое прошла немецкая оборонительная линия «Вотан» — мощная система укреплений по правому берегу реки Молочной и далее на север по Днепру. Линия «Вотан» была прорвана советскими войсками в сентябре 1943 года, и в ходе развернувшегося наступления в октябре 1943 года было освобождено и Троицкое.
В годы развитого социализма Троицкое входило в состав колхоза «Авангард», центральная усадьба которого находилась в Новобогдановке. К концу 1990-х годов колхоз «Авангард» стал банкротом. В 2000 году он был преобразован в акционерное общество «Авангард – 2000». Тогда же началась распаёвка колхозной земли. В 2002 году акционерное общество «Авангард – 2000» прекратило своё существование.
В 2004—2006 годах село пострадало от взрывов артиллерийских складов в Новобогдановке. С 2004 по 2008 год в песчаном карьере под Троицким производилась плановая ликвидация новобогдановскитх боеприпасов.
В 2007 году Троицкое было газифицировано, что отчасти стало компенсацией правительства за урон, нанесённый селу взрывами артиллерийских складов.

## Транспорт
Село связано с райцентром автобусным маршрутом «Мелитополь (Автостанция № 2) – Троицкое».

## Объекты социальной сферы
- Начальная школа. Троицкая общеобразовательная школа I ступени расположена по адресу ул. Ленина, 49/1. В школе 16 учеников. Язык преподавания украинский.[14]

## Достопримечательности
- Рядом с селом находятся два энтомологических заказника, Троицкий площадью 17 га и Авангардовский площадью 9 га. Целинная балка Троицкого заказника и целинная степь Авангардовского уникальны, прежде всего, своей богатой энтомофауной[15] и растительностью [16].
- У села раскопано 10 курганов и обнаружено 89 погребений бронзового века (III – конец II тысячелетия до н. э.), скифской и сарматской эпохи (IV в. до н. э. и II в. н. э.), кочевников X – XII веков нашей эры.[17]

## Уроженцы села
- Галуненко, Александр Васильевич (род. 1946) — лётчик-испытатель Авиационного научно-технического комплекса имени О. К. Антонова, Герой Украины.[18]
- Гулин, Юрий Иванович (1926—1988) — Герой Советского Союза.
- Синицын, Дмитрий Фёдорович (1871—1937) — русский и американский биолог, профессор, доктор биологических наук, ректор Нижегородского государственного университета.
- Чепурной, Владимир Павлович — глава Приазовского райсовета (1998–2007) и Бердянской райадминистрации (с 2007).[19]